# PEC in het seizoen 1959/60
Het seizoen 1959/1960 was het 49e jaar in het bestaan van de Zwolse voetbalclub PEC. De club kwam uit in de Tweede divisie B en eindigde daarin op de zesde plaats.

## Wedstrijdstatistieken

### Tweede divisie B
| 1e speelronde                                             | PEC                                                                                      | 4 – 0 (2 – 0)                                             | Oldenzaal                                                                                    |
| 6 september 1959 Plaats: Zwolle De Vrolijkheid            | Leo Koopman 6', 22' John Abma 67' Dirk van der Wetering 82'                              |                                                           |                                                                                              |
| 2e speelronde                                             | Zwolsche Boys                                                                            | 0 – 1 (0 – 1)                                             | PEC                                                                                          |
| 13 september 1959 Plaats: Zwolle Gemeentelijk Sportpark   |                                                                                          |                                                           | 25' Dirk van der Wetering                                                                    |
| 3e speelronde                                             | PEC                                                                                      | 1 – 2 (0 – 1)                                             | Velox                                                                                        |
| 20 september 1959 Plaats: Zwolle De Vrolijkheid           | Jan Westerbeek 80'                                                                       |                                                           | 22', 87' Wim Adelaar                                                                         |
| 4e speelronde                                             | Enschedese Boys                                                                          | 1 – 2 (0 – 0)                                             | PEC                                                                                          |
| 27 september 1959 Plaats: Enschede Heekpark               | Gerrit Moddejonge 81'                                                                    |                                                           | 63' Dries Jans 68' Jan Westerbeek                                                            |
| 5e speelronde                                             | Tubantia                                                                                 | 2 – 2 (2 – 0)                                             | PEC                                                                                          |
| 18 oktober 1959 Plaats: Hengelo Veldwijk                  | Wim Perik 24', 35'                                                                       |                                                           | 51' Harm van Dalfzen 57' Bennie Nijboer                                                      |
| 6e speelronde                                             | PEC                                                                                      | 1 – 0 (0 – 0)                                             | Rheden                                                                                       |
| 25 oktober 1959 Plaats: Zwolle Sportpark De Vrolijkheid   | Leo Koopman 61'                                                                          |                                                           |                                                                                              |
| 7e speelronde                                             | Zeist                                                                                    | 2 – 2 (0 – 0)                                             | PEC                                                                                          |
| 1 november 1959 Plaats: Zeist De Koeburg                  | Gijs van Wieringen 54' Jan van Delft 80'                                                 |                                                           | 55' Jan Koops 60' Leo Koopman                                                                |
| 8e speelronde                                             | Heerenveen                                                                               | 3 – 0 (2 – 0)                                             | PEC                                                                                          |
| 8 november 1959 Plaats: Heerenveen Gemeentelijk Sportpark | Piet Fleur 9' Eise Bosma 42' Sikke Venema 70'                                            |                                                           |                                                                                              |
| 9e speelronde                                             | PEC                                                                                      | 2 – 1 (1 – 1)                                             | Zwartemeer                                                                                   |
| 15 november 1959 Plaats: Zwolle De Vrolijkheid            | Jan Koops 36' Leo Koopman 71'                                                            |                                                           | 17' Dirk Schievink                                                                           |
| 10e speelronde                                            | Velocitas                                                                                | 1 – 2 (0 – 1)                                             | PEC                                                                                          |
| 22 november 1959 Plaats: Groningen Stadspark              | Postma 65'                                                                               |                                                           | 9' Jan Koops 49' Dries Jans                                                                  |
| 11e speelronde                                            | PEC                                                                                      | 0 – 1 (0 – 0)                                             | Be Quick                                                                                     |
| 29 november 1959 Plaats: Zwolle De Vrolijkheid            |                                                                                          |                                                           | 60' Dirk Roelfsema                                                                           |
| 12e speelronde                                            | Hilversum                                                                                | 3 – 0 (0 – 0)                                             | PEC                                                                                          |
| 6 december 1959 Plaats: Hilversum Gemeentelijk Sportpark  | Heinz Kraneveldt 64', 88' Jozef Siahaya 89'                                              |                                                           |                                                                                              |
| 13e speelronde                                            | PEC                                                                                      | 1 – 1 (1 – 1)                                             | Zwolsche Boys                                                                                |
| 20 december 1959 Plaats: Zwolle De Vrolijkheid            | Benny Nijboer 22' (pen.)                                                                 |                                                           | 17' Wim Bisschop                                                                             |
| 14e speelronde                                            | Velox                                                                                    | 2 – 1 (1 – 1)                                             | PEC                                                                                          |
| 26 december 1959 Plaats: Utrecht Galgenwaard              | Wim Adelaar 25' (pen.), 61'                                                              |                                                           | 23' Dirk van der Wetering                                                                    |
| 15e speelronde                                            | PEC                                                                                      | 2 – 2 (1 – 1)                                             | Enschedese Boys                                                                              |
| 3 januari 1960 Plaats: Zwolle De Vrolijkheid              | Jan Koops 29' Jan Westerbeek 85'                                                         |                                                           | 25' Henk Leusink 75' Gerrit Nijsink                                                          |
| 16e speelronde                                            | Oldenzaal                                                                                | 2 – 1 (1 – 0)                                             | PEC                                                                                          |
| 10 januari 1960 Plaats: Oldenzaal Het Heuveltje           | Ton Pierik 20' Gerrit Kuiper 62'                                                         |                                                           | 82' Leo Koopman                                                                              |
| 17e speelronde                                            | PEC                                                                                      | 5 – 2 (2 – 2)                                             | Tubantia                                                                                     |
| 24 januari 1960 Plaats: Zwolle De Vrolijkheid             | Leo Koopman 34', 41' Rinus Nijhoving 49', 57' Dirk van der Wetering 70'                  |                                                           | 6' Wim Perik 20' András (Bandi) Béres                                                        |
| 18e speelronde                                            | Rheden                                                                                   | 6 – 1 (2 – 1)                                             | PEC                                                                                          |
| 7 februari 1960 Plaats: Rheden Thomassen-terrein          | Bremer 3' Ap Bosveld 45' Piet Wijnholts 55', –' Homme Siebenga 60' (e.d.) Bert Teunissen |                                                           | 18' Benny Nijboer                                                                            |
| 19e speelronde                                            | PEC                                                                                      | 4 – 1 (2 – 0)                                             | Zeist                                                                                        |
| 14 februari 1960 Plaats: Zwolle De Vrolijkheid            | Leo Koopman 8', 20', 47' Rinus Nijhoving 62'                                             |                                                           | Leo Rademaker                                                                                |
| 20e speelronde                                            | PEC                                                                                      | 1 – 1 (1 – 0)                                             | Heerenveen                                                                                   |
| 21 februari 1960 Plaats: Zwolle De Vrolijkheid            | Rinus Nijhoving 6'                                                                       | Op 23 maart 1960 is een 1–0 overwinning toegekend aan PEC | 88' Klaas Ringia                                                                             |
| 21e speelronde                                            | Zwartemeer                                                                               | 3 – 0 (3 – 0)                                             | PEC                                                                                          |
| 6 maart 1960 Plaats: Klazienaveen Mr. Ovingstraat         | Hans Kalter 6' Jan Smit 21' Jan Tielbaard 41' (e.d.)                                     |                                                           |                                                                                              |
| 22e speelronde                                            | PEC                                                                                      | 0 – 5 (0 – 0)                                             | Velocitas                                                                                    |
| 13 maart 1960 Plaats: Zwolle De Vrolijkheid               |                                                                                          |                                                           | 70' Evert Drommel 78' Willy Rozenboom 82' Jaap van Oosten 85' Dietmar Srowig 88' Alie Kruger |
| 23e speelronde                                            | Be Quick                                                                                 | 4 – 1 (3 – 0)                                             | PEC                                                                                          |
| 20 maart 1960 Plaats: Haren Esserberg                     | Fré Mensinga 9' Dirk Roelfsema 26', 84' Ap Hansems 40'                                   |                                                           | 60' Leo Koopman                                                                              |
| 24e speelronde                                            | PEC                                                                                      | 1 – 0 (0 – 0)                                             | Hilversum                                                                                    |
| 27 maart 1960 Plaats: Zwolle De Vrolijkheid               | John Abma 55'                                                                            |                                                           |                                                                                              |

## Selectie en technische staf

### Selectie 1959/60
| Nr.           | Nat.               | Naam                  | Competitie | Competitie | Seizoen    | Vorige club         | Debuut     |            |            |            |            |            |            |            |
| Nr.           | Nat.               | Naam                  | W          |            | Seizoen    | Vorige club         | Debuut     |            |            |            |            |            |            |            |
| Doelmannen    | Doelmannen         | Doelmannen            | Doelmannen | Doelmannen | Doelmannen | Doelmannen          | Doelmannen | Doelmannen | Doelmannen | Doelmannen | Doelmannen | Doelmannen | Doelmannen | Doelmannen |
| ------------- | ------------------ | --------------------- | ---------- | ---------- | ---------- | ------------------- | ---------- | ---------- | ---------- | ---------- | ---------- | ---------- | ---------- | ---------- |
| -             | Vlag van Nederland | Hans van Rotterdam    | –          | 0          | –          | Onbekend            | –          |            |            |            |            |            |            |            |
| Verdedigers   |                    |                       |            |            |            |                     |            |            |            |            |            |            |            |            |
| -             | Vlag van Nederland | Gerrit Disselhof      | –          | 0          | 4e         | ZAC (ama)           | –          |            |            |            |            |            |            |            |
| -             | Vlag van Nederland | Jan Koops             | –          | 4          | –          | ESC (ama)           | –          |            |            |            |            |            |            |            |
| -             | Vlag van Nederland | Van der Linden        | –          | 0          | –          | Onbekend            | –          |            |            |            |            |            |            |            |
| -             | Vlag van Suriname  | Ludwig Mans           | –          | 0          | 3e         | SV Voorwaarts       | –          |            |            |            |            |            |            |            |
| -             | Vlag van Nederland | Homme Siebenga        | –          | 0          | 2e         | Heerenveen          | –          |            |            |            |            |            |            |            |
| Middenvelders |                    |                       |            |            |            |                     |            |            |            |            |            |            |            |            |
| -             | Vlag van Nederland | Bennie Nijboer        | –          | 3          | –          | Onbekend            | –          |            |            |            |            |            |            |            |
| -             | Vlag van Nederland | Dirk van der Wetering | –          | 4          | –          | Onbekend            | –          |            |            |            |            |            |            |            |
| Aanvallers    |                    |                       |            |            |            |                     |            |            |            |            |            |            |            |            |
| -             | Vlag van Nederland | John Abma             | –          | 2          | –          | KHC                 | –          |            |            |            |            |            |            |            |
| -             | Vlag van Nederland | Harm van Dalfzen      | –          | 1          | 1e         | SC Genemuiden (ama) | –          |            |            |            |            |            |            |            |
| -             | Vlag van Nederland | Dries Jans            | –          | 2          | 12e        | VSC Den Haag (ama)  | –          |            |            |            |            |            |            |            |
| -             | Vlag van Nederland | Leo Koopman           | –          | 12         | 5e         | Rohda Raalte (ama)  | –          |            |            |            |            |            |            |            |
| -             | Vlag van Nederland | Rinus Nijhoving       | –          | 4          | 1e         | Onbekend            | –          |            |            |            |            |            |            |            |
| -             | Vlag van Nederland | Jan Westerbeek        | –          | 3          | 12e        | Jeugd               | –          |            |            |            |            |            |            |            |
| Nr.           | Nat.               | Naam                  | W          |            | Seizoen    | Vorige club         | Debuut     |            |            |            |            |            |            |            |
| Nr.           | Nat.               | Naam                  | Competitie |            | Seizoen    | Vorige club         | Debuut     |            |            |            |            |            |            |            |

### Technische staf
| Naam        | Functie      |
| ----------- | ------------ |
| Jan de Roos | Hoofdtrainer |

## Statistieken PEC 1959/1960

### Eindstand PEC in de Nederlandse Tweede divisie B 1959 / 1960
| Stand | Gespeeld | Gewonnen | Gelijk | Verloren | Punten | Doelpunten voor | Doelpunten tegen |
| ----- | -------- | -------- | ------ | -------- | ------ | --------------- | ---------------- |
| 6e    | 24       | 10       | 4      | 10       | 24     | 35              | 44               |

### Topscorers
| Competitie \| # \| Naam \| \| \| ------ \| --------------------- \| -- \| \| 1. \| Leo Koopman \| 12 \| \| 2. \| Jan Koops \| 4 \| \| 2. \| Rinus Nijhoving \| 4 \| \| 2. \| Dirk van der Wetering \| 4 \| \| 5. \| Bennie Nijboer \| 3 \| \| 5. \| Jan Westerbeek \| 3 \| \| 7. \| John Abma \| 2 \| \| 7. \| Dries Jans \| 2 \| \| 9. \| Harm van Dalfzen \| 1 \| \| Totaal \| Totaal \| 35 \| |                       |      |
| # | Naam                  | Goal |
| 1. | Leo Koopman           | 12   |
| 2. | Jan Koops             | 4    |
| 2. | Rinus Nijhoving       | 4    |
| 2. | Dirk van der Wetering | 4    |
| 5. | Bennie Nijboer        | 3    |
| 5. | Jan Westerbeek        | 3    |
| 7. | John Abma             | 2    |
| 7. | Dries Jans            | 2    |
| 9. | Harm van Dalfzen      | 1    |
| Totaal | Totaal                | 35   |

### Punten per speelronde
| Speelronde | 1 | 2 | 3 | 4 | 5 | 6 | 7 | 8 | 9 | 10 | 11 | 12 | 13 | 14 | 15 | 16 | 17 | 18 | 19 | 20 | 21 | 22 | 23 | 24 |
| ---------- | - | - | - | - | - | - | - | - | - | -- | -- | -- | -- | -- | -- | -- | -- | -- | -- | -- | -- | -- | -- | -- |
| Punten     | 2 | 2 | 0 | 2 | 1 | 2 | 1 | 0 | 2 | 2  | 0  | 0  | 1  | 0  | 1  | 0  | 2  | 0  | 2  | 2  | 0  | 0  | 0  | 2  |

### Punten na speelronde
| Speelronde | 1 | 2 | 3 | 4 | 5 | 6 | 7  | 8  | 9  | 10 | 11 | 12 | 13 | 14 | 15 | 16 | 17 | 18 | 19 | 20 | 21 | 22 | 23 | 24 |
| ---------- | - | - | - | - | - | - | -- | -- | -- | -- | -- | -- | -- | -- | -- | -- | -- | -- | -- | -- | -- | -- | -- | -- |
| Punten     | 2 | 4 | 4 | 6 | 7 | 9 | 10 | 10 | 12 | 14 | 14 | 14 | 15 | 15 | 16 | 16 | 18 | 18 | 20 | 22 | 22 | 22 | 22 | 24 |

### Stand na speelronde
| Speelronde | 1  | 2  | 3  | 4  | 5  | 6  | 7  | 8  | 9  | 10 | 11 | 12 | 13 | 14 | 15 | 16 | 17 | 18 | 19 | 20 | 21 | 22 | 23 | 24 |
| ---------- | -- | -- | -- | -- | -- | -- | -- | -- | -- | -- | -- | -- | -- | -- | -- | -- | -- | -- | -- | -- | -- | -- | -- | -- |
| Stand      | 2e | 1e | 3e | 1e | 2e | 2e | 3e | 4e | 2e | 1e | 1e | 3e | 3e | 3e | 4e | 7e | 6e | 7e | 5e | 4e | 6e | 6e | 8e | 6e |

### Doelpunten per speelronde
| Speelronde | 1 | 2 | 3 | 4 | 5 | 6 | 7 | 8 | 9 | 10 | 11 | 12 | 13 | 14 | 15 | 16 | 17 | 18 | 19 | 20 | 21 | 22 | 23 | 24 | Totaal |
| ---------- | - | - | - | - | - | - | - | - | - | -- | -- | -- | -- | -- | -- | -- | -- | -- | -- | -- | -- | -- | -- | -- | ------ |
| Doelpunten | 4 | 1 | 1 | 2 | 2 | 1 | 2 | 0 | 2 | 2  | 0  | 0  | 1  | 1  | 2  | 1  | 5  | 1  | 4  | 1  | 0  | 0  | 1  | 1  | 35     |